# 1566 Icarus
1566 Icarus este un asteroid  Apollo,  care intersectează orbita planetei Mercur, a planetei Venus și a planetei Marte.

## Descoperirea asteroidului
Asteroidul a fost descoperit de astronomul Walter Baade, la 27 iunie 1949.

## Denumirea asteroidului
Obiectul astronomic a primit numele personajului din Mitologia greacă, Icar, care construindu-și aripi de ceară și pene, s-a apropiat prea mult de Soare, fapt ce a provocat topirea aripilor și căderea lui Icar în Marea Egee și înecarea sa. 

## Caracteristici
Diametrul mediu al asteroidului este de circa 1 km. 

Orbita lui Icarus este caracterizată de un periheliu mai aproape de Soare decât cel al planetei Mercur.
Pe orbita sa, Icarus trece în apropierea Pământului, în luna iunie, la intervale de 9, 19, sau 28 de ani. Rar, acesta se  apropie la 6,4 gigametri  (16 distanțe lunare), așa cum a făcut-o la 14 iunie 1968. Următoarea apropiere va fi la data de 16 iunie 2015, la 0,05383 u.a. (8.053.000 km).

## Icarus în science-fiction
- În nuvela sa, O vară pe Icarus[3], Arthur C. Clarke povestește întâmplările unui astronaut eșuat pe fața nocturnă a asteroidului, în timp ce acesta se afla cel mai aproape de Soare. Supraviețuitorul se vede nevoit să se deplaseze continuu pentru a rămâne în umbră, de teamă să nu moară din cauza căldurii intense a Soarelui.
- În romanul lui Gregory Benford, În oceanul nopții (titlul original, în engleză In the Ocean of Night (1976)), Icarus începe să se degazeze, fapt ce-i modifică orbita și-l pune pe o traiectorie de coliziune cu Terra. Astronautul însărcinat să-l mineze descoperă că era vorba, de fapt, despre o epavă extraterestră.